# 2e corps d'armée (Vietnam du Sud)
Pour les articles homonymes, voir 2e corps d'armée.

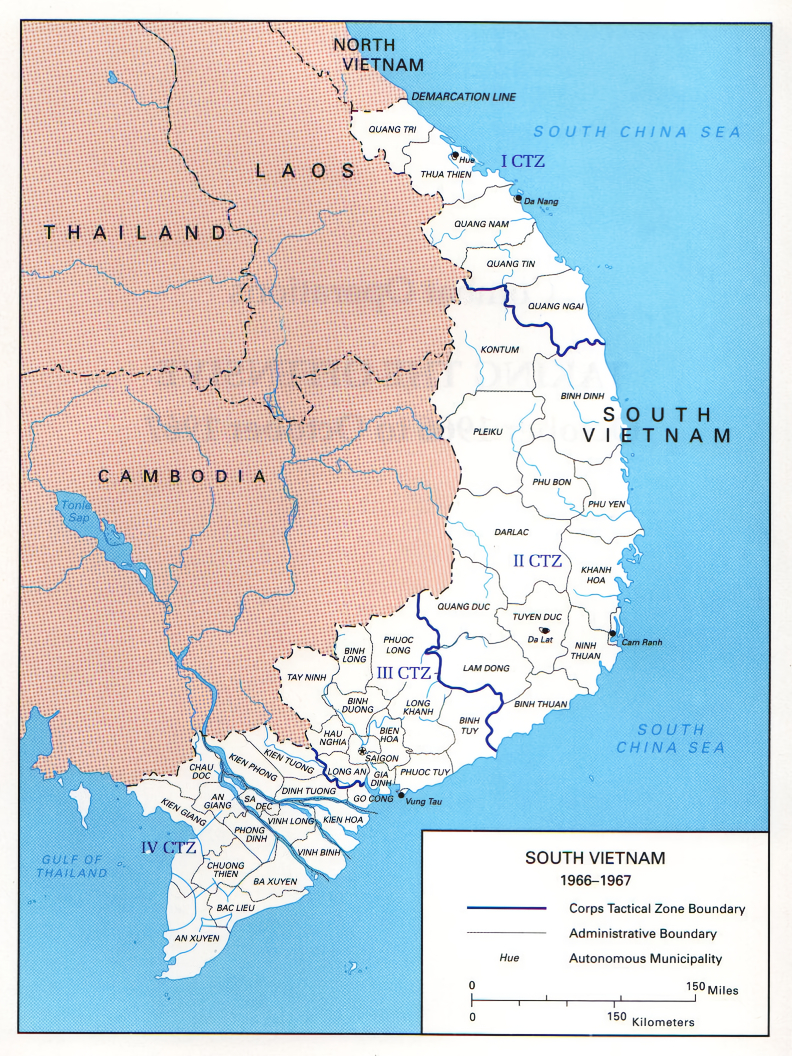
Carte décrivant les régions militaires du Sud-Vietnam, y compris la zone du II Corps/II CTZ.

Le 2e corps d'armée (en vietnamien : Quân đoàn II - en anglais : II Corps) était un corps de l'Armée de terre de la république du Viêt Nam (Army of the Republic of Vietnam - ARVN), branche des Forces armées de l'État-nation du Vietnam du Sud, organisé dans un mélange de marine, d'armée de terre et de force aérienne. 
C’était le deuxième corps établi et l'un des quatre corps principaux de l'Armée de terre de la république du Viêt Nam. Au cours de son existence, le 2e corps d'armée a été chargé de contrôler un territoire avec une grande superficie et le terrain le plus complexe par rapport aux 3 autres corps, y compris : 
- 7 provinces de la région des hauts plateaux du centre: Kontum, Pleiku, Phu Bon, Darlac, Quang Duc, Tuyen Duc et Lam Dong ;
- 5 provinces de la région côtière centre-sud : Binh Dinh, Phu Yen, Khanh Hoa, Ninh Thuan, Binh Thuan ;
- la zone spéciale de Cam Ranh.

En particulier, les hauts plateaux étaient la tête de pont de la route Truong Son, la route d’approvisionnement stratégique de la république démocratique du Vietnam pour les communistes sud-vietnamiens, de sorte que la plupart des grandes batailles entre l'Armée populaire du Vietnam et l'Armée de libération du Sud-Vietnam et les troupes américaines et alliées ont eu lieu dans la région du 2e corps d'armée. Le 10 mars 1975, l'Armée populaire et l'Armée populaire de libération ont ouvert le feu sur la ville de Buôn Ma Thuột, lançant la campagne des hauts plateaux du centre. Sous la pression de l'ennemi et lors de la fuite désastreuse sur la route 7, en seulement 10 jours, 75 % des forces du 2e corps d'armée furent complètement détruites, n’existant plus vraiment en tant que force de combat proportionnelle à sa taille.

## Histoire
Le prédécesseur de la 2e région tactique était la 4e région militaire, créée le 1er juillet 1952, qui est l'une des quatre régions militaires de l'Armée nationale vietnamienne. La zone de contrôle de la 4e région militaire ne correspondait initialement qu'aux Hauts Plateaux du Centre du Vietnam (aujourd'hui les Hauts Plateaux du Centre). En 1954, les zones des régions militaires ont été ajustées, dans lesquelles la 4e région militaire a été élargie pour inclure le territoire du centre du Vietnam depuis la limite nord de la province de Quảng Ngãi vers le bas.
Après la création officielle de la république du Vietnam le 26 octobre 1956, l'ensemble du territoire du Sud-Vietnam contrôlé par la république du Vietnam fut divisé en 6 régions militaires. La zone de l'ancienne 4e région militaire a été séparée en deux nouvelles régions militaires, la 3e région militaire (comprenant les provinces de Kontum, Pleiku, Binh Dinh, Phu Yen) et la nouvelle 4e région militaire (comprend les provinces méridionales des hauts plateaux du centre et la côte centrale méridionale). Le premier commandant de la 3e région militaire était le colonel Do Cao Tri et le premier commandant de la 4e région militaire était le colonel Tran Ngoc Tam.
Le 2e corps d'armée a été créé le 1er octobre 1957 dans la ville de Ban Me Thuot, avec un noyau initial composé de la 14e division et de la 15e division légère, dirigée par le général de division Tran Ngoc Tam en tant que premier commandant. La zone de contrôle du 2e corps d'armée comprend les zones des 3e et 4e région militaire.
Fin 1961, les régions militaires sont réformées en régions tactiques (à l'exception de la région militaire de la capitale, qui devient la région spéciale de la capitale). Les 3e et 4e région militaire ont été fusionnées et réformées en la 2e région tactique, d'où le titre combiné du 2e corps d'armée et de la 2e région tactique. La zone de la 2e région tactique est organisée en zones tactiques : 
- zone tactique 22 (comprenant les provinces de Kontum, Pleiku, Phu Bon, Binh Dinh et Phu Yen)
- zone tactique 23 (comprenant les provinces de Darlac, Tuyen Duc, Quang Nam Duc, Khanh Hoa, Lam Dong, Binh Thuan et Ninh Thuan et zone spéciale de Cam Ranh).

Les provinces sont également organisées militairement en sous-régions tactiques, dirigées par un officier ayant le grade de colonel ou de lieutenant-colonel portant le titre de gouverneur provincial (ou maire) et chef de sous-région, commandant et contrôlant directement la province, unités et sous-régions (y compris les pelotons d'insurgés). Le nombre de troupes de chaque sous-région est équivalent au nombre d'un à deux régiments d'infanterie mais en termes d'équipement n'est pas égal aux unités principales. C'est pourquoi, si nécessaire, ils reçoivent le soutien des divisions d’infanterie. Ainsi, lors de la coordination des opérations, le chef de sous-région est sous l'autorité du Commandant de division. En octobre 1962, le commandement du corps a déménagé à Pleiku (le quartier général y était situé jusqu'en 1975). Plus tard, les deux provinces de Kontum et Pleiku furent placées dans la 24e région spéciale. Le 1er juillet 1970, la 2e région tactique fut rebaptisée 2e région militaire.

### Été rouge ardent 1972
L'objectif des forces nord-vietnamiennes au cours de la troisième phase de l'offensive Nguyen Hue (ou offensive de Pâques) était de s'emparer des villes de Kon Tum et de Pleiku, et de conquérir ainsi les hauts plateaux du centre du pays. Cela ouvrirait ensuite la possibilité de poursuivre vers l'est jusqu'aux plaines côtières, divisant ainsi le Sud-Vietnam en deux. L'offensive sur les hauts plateaux a été précédée par des opérations de diversion du Front national de libération du Sud Viêt Nam qui ont débuté le 5 avril dans la province côtière de Bình Định. Ces opérations visaient à fermer la route 1, à s'emparer de plusieurs bases de feu de l'Armée de terre de la république du Viêt Nam et à détourner les forces sud-vietnamiennes des opérations menées plus à l'ouest. Les Nord-Vietnamiens sont placés sous le commandement du lieutenant-général Hoang Minh Thao, commandant du front B-3. Le front comprend les 320e et 2e division de l'Armée populaire vietnamienne dans les hautes terres et la 3e division de l'Armée populaire vietnamienne dans les basses terres, soit environ 50 000 hommes.
Face à eux, au sein du 2e corps d'armée , les 22e et 23e division sud-vietnamiennes, deux escadrons de cavalerie blindée et la 2e brigade aéroportée, tous sous le commandement du lieutenant-général Ngô Du (en). Dès le mois de janvier, il était devenu évident que les Nord-Vietnamiens préparaient des opérations offensives dans la région des trois frontières et de nombreuses frappes de B-52 Stratofortress avaient été effectuées dans la région dans l'espoir de ralentir leur progression. Les forces de l'Armée de terre de la république du Viêt Nam avaient également été déployées vers la frontière afin de ralentir l'avancée de l'Armée populaire vietnamienne et de permettre à la puissance aérienne d'épuiser les ressources humaines et logistiques du Nord-Vietnam. L'offensive de Bình Định a toutefois semé la panique chez le général Du et l'a presque convaincu de se laisser séduire par le stratagème nord-vietnamien et de détourner ses forces des hauts plateaux.

### La dernière bataille
Après la signature de l'accord de Paris de 1973, les forces américaines et alliées se sont retirées une à une du Vietnam. L'aide a été supprimée.
Le quartier général du commandement du 2e corps d'armée est situé à Pleiku (en mars 1975, il a déménagé à Nha Trang). Après 1975, ce lieu fut réquisitionné pour devenir le quartier général du commandement militaire provincial de Gia Lai.

## Organisation
Etat-major organisationnel du 2e corps d'armée au début de 1975 :
Quartier général
- État-major
- Département de la sécurité militaire
- Département de l’administration générale;
- Division 2 - Renseignement
- Division 3 - Commandement de la logistique des opérations

Unités de combat affiliées
- 22e division d'infanterie : responsabilité des provinces de Kontum, Pleiku, Phu Bon, Binh Dinh et Phu Yen
- 23e division d'infanterie : responsabilité des zones spéciales de Darlac, Quang Duc, Tuyen Duc, Lam Dong, Khanh Hoa, Binh Thuan, Ninh Thuan et Cam Ranh.
- Troupes locales et insurgés : Responsabilités sur le territoire de chaque sous-district. [7]

Unités de combat combinées
- 2e marine de la région côtière
- 2e division aérienne
- 6e division aérienne
- 2e brigade de cavalerie Artillerie
- 2e Rangers de la région militaire (21e, 22e, 23e, 24e et 25e groupe)

Sous-régions et sous-zones spéciales
- Sous-région de Kontum : sous-zones de Chuong Nghia, Daksut, Dakto (districts) et sous-zone de la ville de Kontum
- Sous-région de Pleiku : sous-zones de Le Trung, Phu Nhon, Thanh An, Thuan Duc et sous-zone de la ville de Pleiku.
- Sous-région de Phu Bon : sous-zones des villes de Phu Thien, Phu Tuc, Thuan Man et Hau Bon
- Sous-région de Darlac : sous-zones de Ban Me Thuot, Buon Ho, Lac Thien, Phuoc An et sous-zone de la ville de Ban Me Thuot
- Sous-région de Quang Duc : sous-zones de Duc Lap, Duc Xuyen, Khiem Duc, Kien Duc et sous-zone de la ville de Gia Nghia
- Sous-région de Tuyen Duc : sous-zones de Don Duong, Duc Trong, Lac Duong et sous-zone de la ville de Da Lat (1 district)
- Sous-région de Lam Dong : sous-zones de Bao Loc, Di Linh et Bao Loc Town
- Sous-région de Binh Dinh : sous-zones d'An Khe, An Lao, An Nhon, Binh Khe, Hoai An, Hoai Nhon, Phu Cat, Phu My, Tuy Phuoc, Van Canh, Vinh Thanh et la sous-zone de la ville de Quy Nhon (dont 2 districts : Nhon Binh et Nhon Dinh)
- Sous-région de Phu Yen : sous-zones de Dong Xuan, Hieu Xuong, Phu Duc, Song Cau, Son Hoa, Tuy An, Tuy Hoa et la ville de Tuy Hoa.
- Sous-région de Khanh Hoa : sous-zones de Cam Lam, Dien Khanh, Khanh Duong, Ninh Hoa, Van Ninh, Vinh Xuong et sous-zone de la ville de Nha Trang (2 districts : 1 et 2)
- Sous-région de Ninh Thuan : sous-zones d'An Phuoc, Buu Son, Du Long, Song Pha, Thanh Hai et sous-zone de la ville de Phan Rang.
- Sous-région de Binh Thuan : sous-zones de Hai Long, Hai Ninh, Ham Thuan, Hoa Da, Phan Ly Cham, Thien Giao, Tuy Phong et Phan Thiet Town.
- Zone spéciale de Cam Ranh : zone principale de la ville de Cam Ranh (comprenant 2 districts : nord et sud)

## Commandants du 2ecorps d'armée
| N° | Nom complet     | Grade                                                   | Durée du mandat | Commentaires |
| -- | --------------- | ------------------------------------------------------- | --------------- | --- |
| 1  | Trần Ngọc Tám   | Colonel (1956) Général de division (2/1958)             | 10/1957-8/1958  | Premier commandant. Dernière position : Ambassadeur de la république du Vietnam en Thaïlande                                         |
| 2  | Tôn Thất Đính   | Général de division (1958)                              | 8/1958-12/1962  | Dernière position : Sénateur pour le mandat 1967-1973.                                                                               |
| 3  | Nguyễn Khánh    | Général de division (1960) Lieutenant général (1963)    | 12/1962-12/1963 | Dernier mandat : chef de l’État de la république du Vietnam (1964)                                                                   |
| 4  | Đỗ Cao Trí      | Lieutenant général (1963)                               | 12/1963-9/1964  | Commandant du IIIe Corps et commandant du détachement de la capitale. Accident d’hélicoptère en 1971, promu général à titre posthume |
| 5  | Nguyen Huu Yes  | Général de division (1963)                              | 9/1964-6/1965   | Dernière position: Lieutenant général, secrétaire général adjoint à la Défense (1975)                                                |
| 6  | Vĩnh Lộc        | Général de division (1965) Lieutenant général (1966)    | 6/1965-2/1968   | Dernier poste : chef d’état-major général (1975)                                                                                     |
| 7  | Lữ Lan          | Général de division (1965) Lieutenant général (1969)    | 2/1968-8/1970   | Dernier poste : commandant du Collège de défense nationale                                                                           |
| 8  | Ngô Du (en)     | Général de division (1964) Lieutenant général (11/1970) | 8/1970-5/1972   | Dernier poste : chef de la délégation sud-vietnamienne à la mission militaire 4 (1973-1974)                                          |
| 9  | Nguyễn Văn Toàn | Général de division (1970) Lieutenant général (3/1974)  | 5/1972-11/1974  | Dernier poste : commandant des blindés (1974-1975), cum commandant du III corps et de la 3ème région militaire (1975)                |
| 10 | Phạm Văn Phú    | Général de division (1971)                              | 11/1974-3/1975  | Dernier commandant. Se suicide le 29 avril 1975.                                                                                     |

## Unités

22e division d’infanterie
23e division d’infanterie
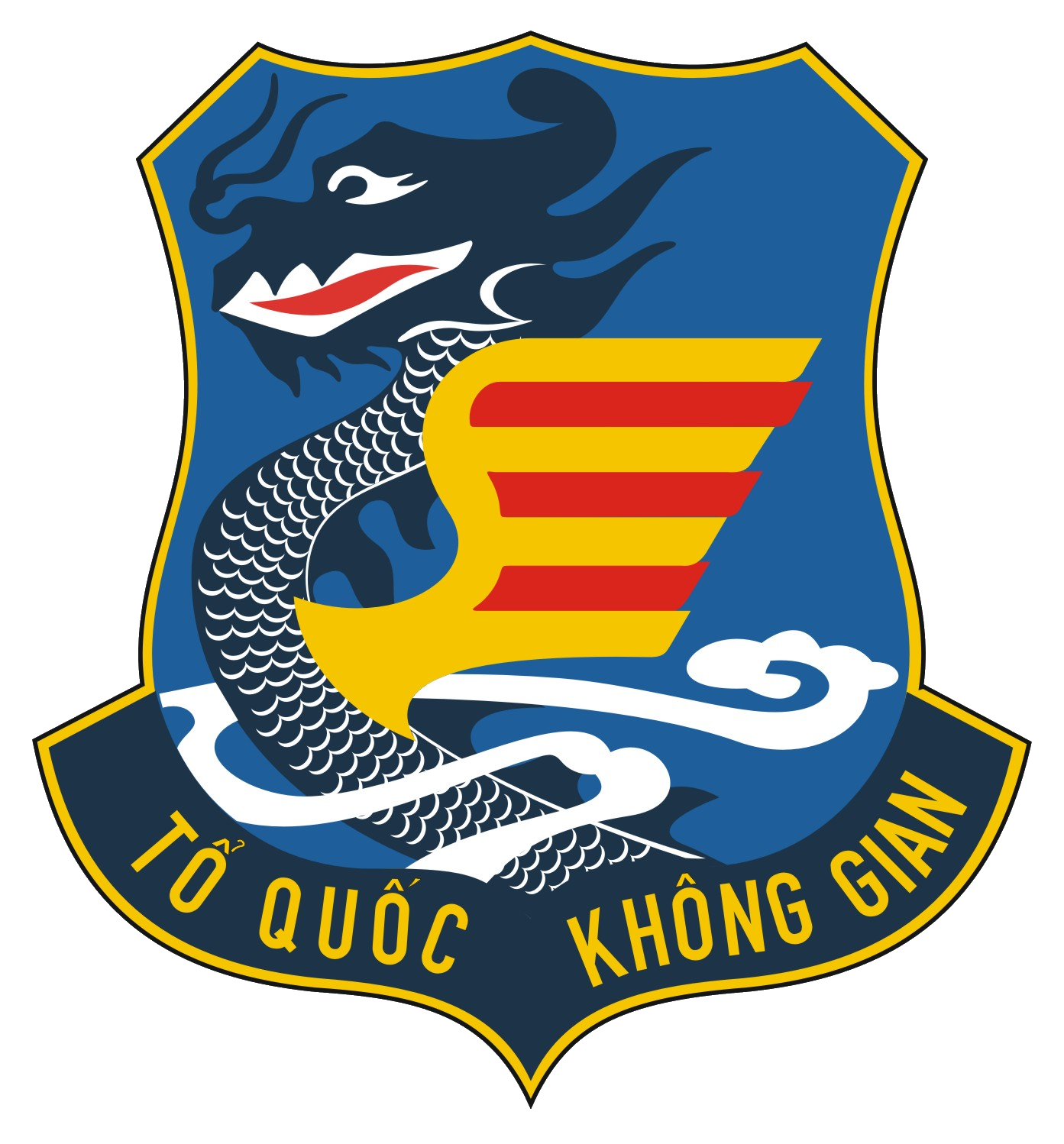
2e division aérienne
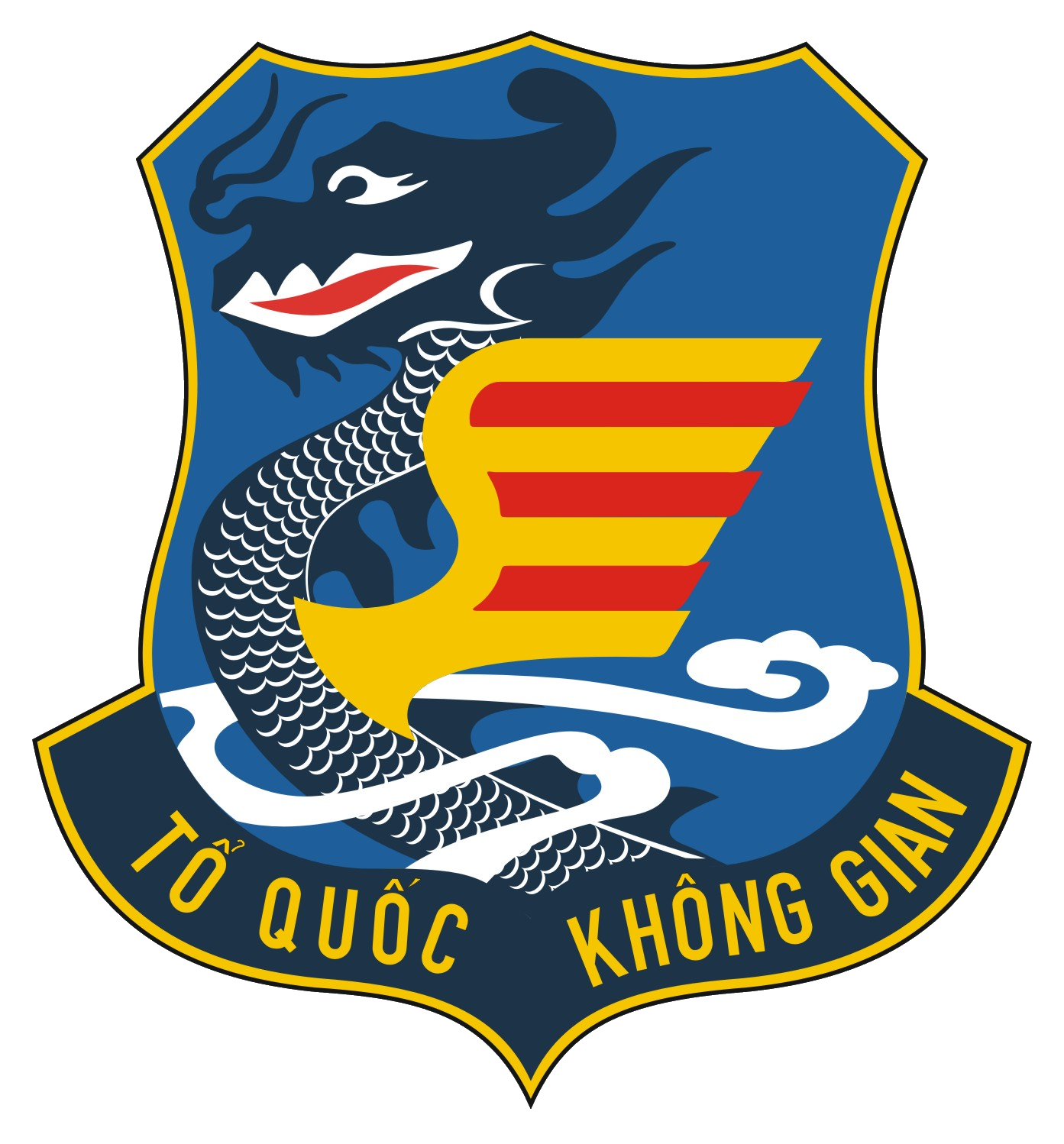
6e division aérienne
2e région navale côtière
Rangers de la 2e région militaire
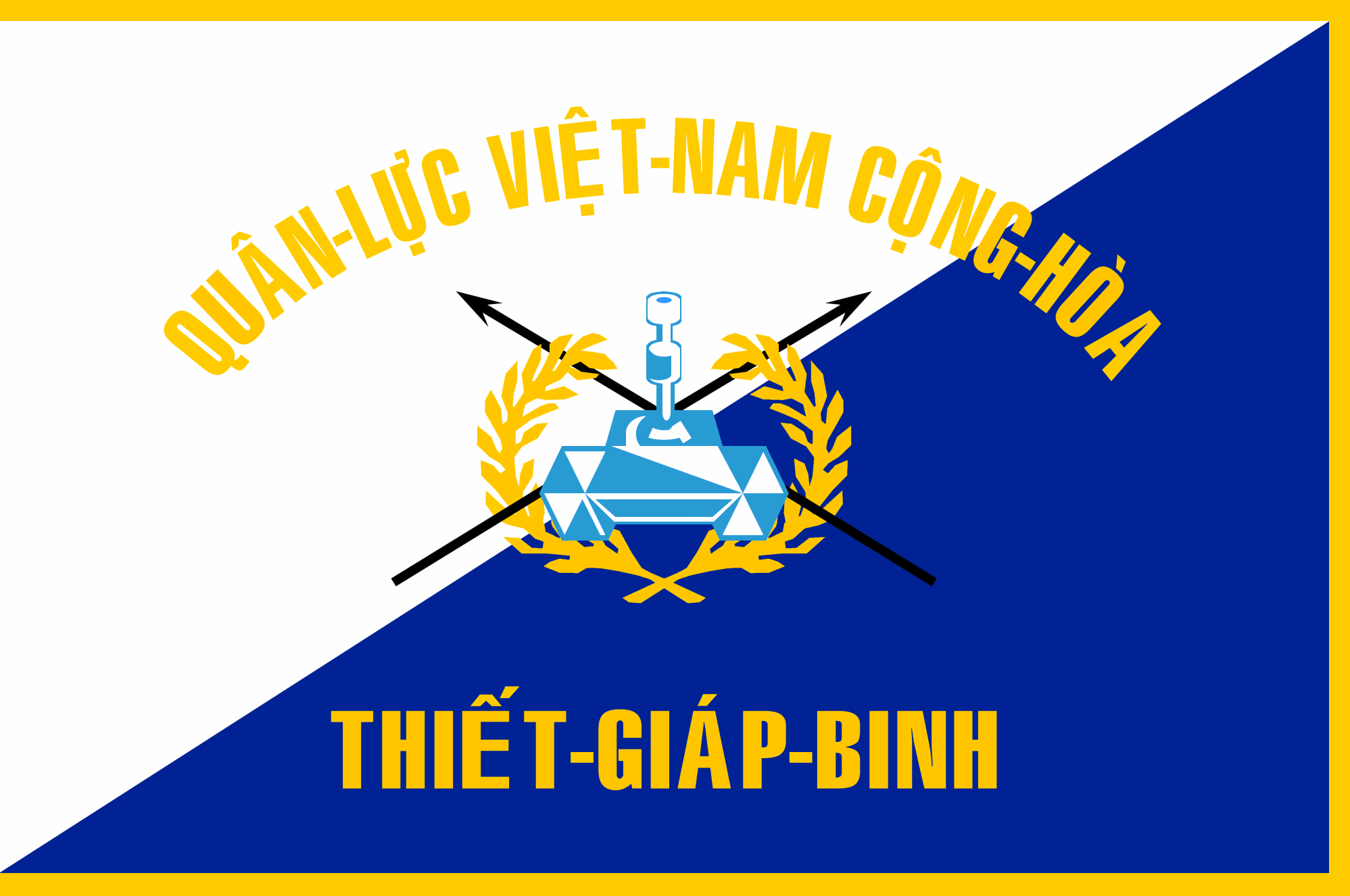
2e brigade de cavalerie
Artillerie du 2e district militaire
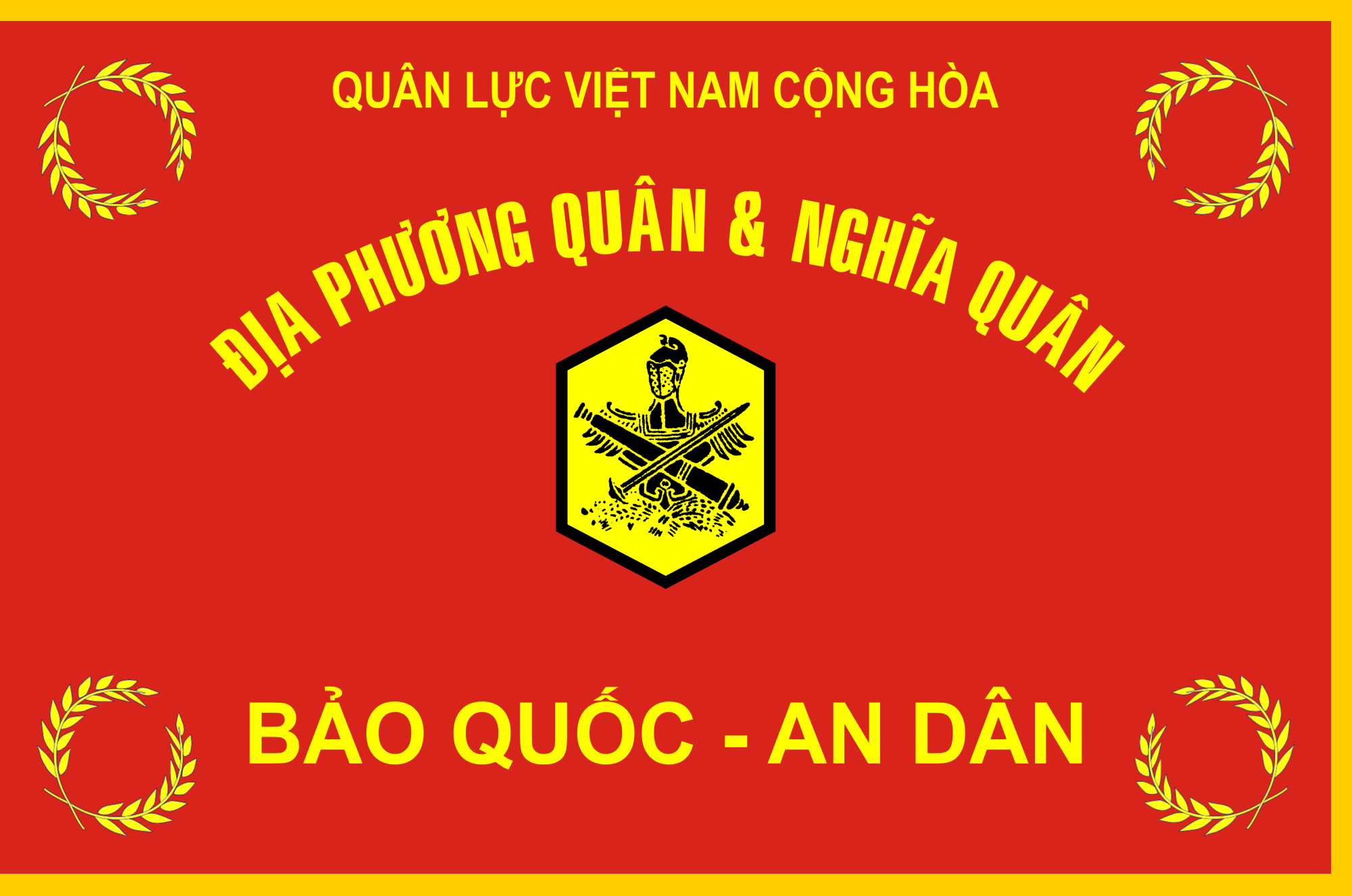
Troupes locales et insurgés

## Source
- (en) Cet article est partiellement ou en totalité issu de l’article de Wikipédia en anglais intitulé « II Corps (South Vietnam) » (voir la liste des auteurs).
- (vi) Cet article est partiellement ou en totalité issu de l’article de Wikipédia en vietnamien intitulé « Quân đoàn II (Việt Nam Cộng hòa) » (voir la liste des auteurs).